# Nuer
De Nuer zijn een confederatie van verschillende Nilotische stammen die in Zuid-Soedan en in het westen van Ethiopië wonen van ongeveer 3 miljoen mensen. De Nuer zijn in het dagelijks leven bijna geheel afhankelijk van vee. Traditioneel zijn zij in constant conflict met de Dinka (waar zij onder andere hun traditionele voorkeur om naakt te lopen mee delen).
Het was een van de weinige volken in Afrika die de koloniale macht van zich af wist te houden. De Nuer spreken de aan die van de Dinka verwante Nuer-taal.
Door de oorlogen in Soedan en Ethiopië waren vele Nuer gedwongen om te vluchten en er wonen tegenwoordig ook Nuer in Noord-Amerika en Europa.
- De Nuer zijn uitvoerig beschreven in de boeken van de Britse antropoloog Edward Evan Evans-Pritchard.